# Roco
Roco Modelleisenbahn GmbH (раніше Roco Modellspielwaren GmbH) — австрійський виробник моделей залізничного транспорту у типорозмірах H0(1:87), N(1:160), і в менш значних розмірах TT(1:120) і H0e(1:87)(вузька колія). На 2007/08 р. третя за величиною річного обороту європейська компанія-виробник залізничних моделей.

## Історія

### Роки становлення й розквіту
Компанія Roco була заснована в Зальцбурзі доктором технічних наук Карлхайнцем Рослером (13 лютого 1928, Відень — †17 квітня 1977, нім. Dr.-Ing. Karlheinz Rössler) і його дружиною Ельфрідою(нім. Elfriede) в 1960. Реслер усвідомив, що технологія лиття пластику під тиском (яка була тоді відносно новим винаходом) дозволяла випускати моделі набагато більш деталізовані, ніж ті, що вироблялися в той час з металу. Спочатку компанія зайнялася виробництвом дитячих іграшок: відер для піску, іграшкових автомобілів, іграшок-бонусів, які укладаються в пакети кави. Трохи пізніше стали також випускати моделі транспортних засобів різних збройних сил під назвою «Roco minitanks». Моделі були одними з найкращих за якістю і деталіровкою на той час, і серія мала величезний успіх, особливо на американському ринку.
У 1963 році Реслер зайнявся виробництвом моделей локомотивів і вагонів на замовлення американських модельних фірм в типорозмірах H0(1:87) і 0(1:45). Перші моделі типорозміру N(1:160) були випущені в 1965/1966 рр. В 1967 році почалася продаж залізничних моделей типорозміру H0 і на європейському ринку. Першими стали моделі восьми різних товарних вагонів європейського зразка. Завдяки високій деталізації і низькій вартості моделі Roco швидко стали популярні в ФРН.
Восени 1973 була випущена перша модель європейського локомотива — V 215 німецьких залізниць DB в масштабі H0. У 1975 німецькі Umbau-Wagen (3-х і 4-х вісні вагони для приміських поїздів, побудовані на базі списаних довоєнних). У цьому ж році було придбано майно та обладнання збіднілої фірми Röwa, що сприяло подальшому зміцненню фірми на ринку. Моделі з асортименту Röwa зараз продавалися всього за 60% від їх попередньої вартості. У 1976 була представлена запатентована зчіпка для H0 і N.
Після смерті в 1977 Хайнца Рослері справа перейшла його вдові і її брату, Вальтеру Чинкелю (нім. Walter Tschinkel), який брав активну участь у справах фірми з 1961 року. Модельний ряд поповнився власними розробками — вагонами Eurofima і Corail(SNCF), локомотивами серій DB 110,111,140. Поступово моделі DB і ÖBB стали пріоритетним напрямком Roco. Нововведенням став випуск пасажирських вагонів для типорозміру H0 в масштабі 1:100 по довжині, які краще проходили криві малого радіуса. У 1978 році було відкрито представництво компанії в Фрайласінгу, Баварія. У 1980 була запущена серія моделей цивільного автотранспорту «ROCO-Miniaturmodelle». Через рік був випущений перший електронний блок управління ASC 1000. Натхненні успіхом, в 1983 в Roco випустили перший повністю електронний пост централізації MCS-120. В цьому ж році з'явилися перші вагони в «правильному» масштабі 1:87, ними стали Eurofima. З 1988 практично всі типи вагонів з довжиною в 1:100 були у правильному масштабі. Сьогодні скорочені версії позиціонуються як моделі початкового рівня. В 1989 була представлена рейкова система власної розробки «Roco-line». У 1990 почався випуск моделей HOe, а також, на додаток до заводів в Зальцбурзі і Глогніці, був побудований завод в Енцесфельді. У 1991 році відкрилося представництво Roco в Швейцарії. У 1993 р. почалося поширення цифрового управління під гаслом «Digital is cool». Серед досягнень фірми в цій області особливо слід відзначити серію цифрових контролерів LOKMOUSE.

### Банкрутство
У 2002 Ельфріда Реслер продала компанію Петеру Магдефрау. Новий власник розгорнув кампанію по зосередженню конструкторських, виробничих потужностей і керівництва в одному місці, для чого було придбано будівлю колишнього лакофарбового заводу в м.Халейн. На жаль, така політика, поряд з помилками менеджменту, призвела до великої заборгованості, яка влітку 2005 переросла в банкрутство. У липні 2005 активи та торгова марка компанії Roco перейшли компанії Modelleisenbahn GmbH під керівництвом банку Raiffeisen (RZB-Austria). Відбулося значне скорочення персоналу, а також компанії довелося вносити зміни у виробничий процес, адже безліч патентів було зареєстровано на ім'я колишнього власника Петера Магдефрау. У вересні 2007 будівельний магнат з Фрайзінга, Німеччина, Франц-Йозеф Хасльбергер, викупив 74 % Modelleisenbahn GmbH в RZB. 1 жовтня 2007 року фірмі Herpa була продана серія Minitanks.
У лютому 2008 Roco Modelleisenbahn GmbH разом з компанією Fleischmann увійшли в німецько-австрійський холдинг Modelleisenbahn Holding.

## Виробничі потужності
На поточний момент компанія Roco Modelleisenbahnen GmbH, базується у м. Bergheim, Австрія, де знаходиться її штаб-квартира. Виробництво зосереджено на заводах р. Глогніц, в м. Банська Бистриця, Словаччина (завод відкритий в 1993) і т.. Арад, Румунія (перенесено з Австрії у 2007). Виробничі потужності в Енцесфельді ліквідовані в 1998(?), у Зальцбурзі і Франкенбургу при спробі перебазування в Халейн.